# Centre de Kamppi
Centre de Kamppi (finnois : Kampin keskus, suédois : Kampens centrum) est un centre de services située sur la  place Narinkka du quartier de Kamppi à Helsinki.
Le style du complexe résulte de l'intérêt de Juhani Pallasmaa pour les approches constructiviste et structuraliste (en) où le bâtiment fonctionne comme une machine.

## Composition
- Une gare routière pour les bus locaux
- Une gare routière pour les bus interurbains
- Station de métro de Kamppi
- Un entrepôt
- Aire de stationnement pour les voitures
- Centre commercial de 5 étages
- Bureaux et appartements

## Galerie

Vue panoramique de la place Narinkka.

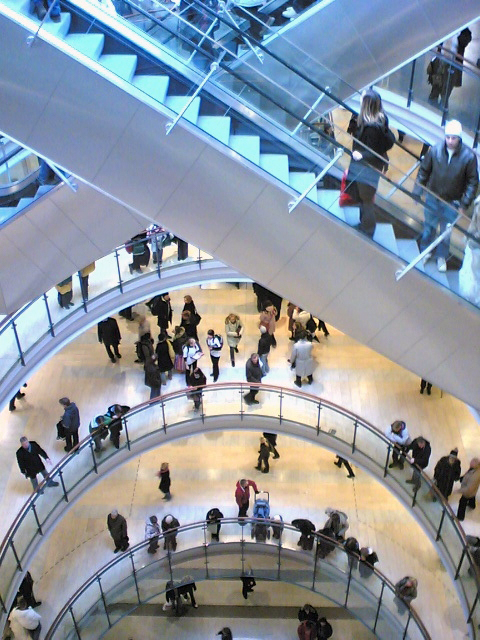
Le centre commercial de kamppi.
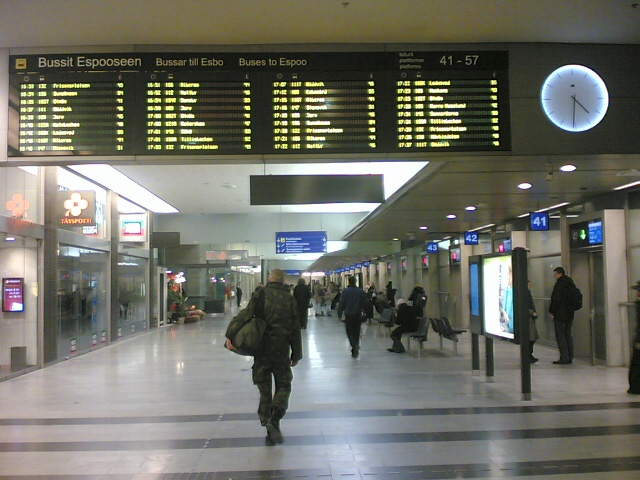
La gare routière des bus locaux.
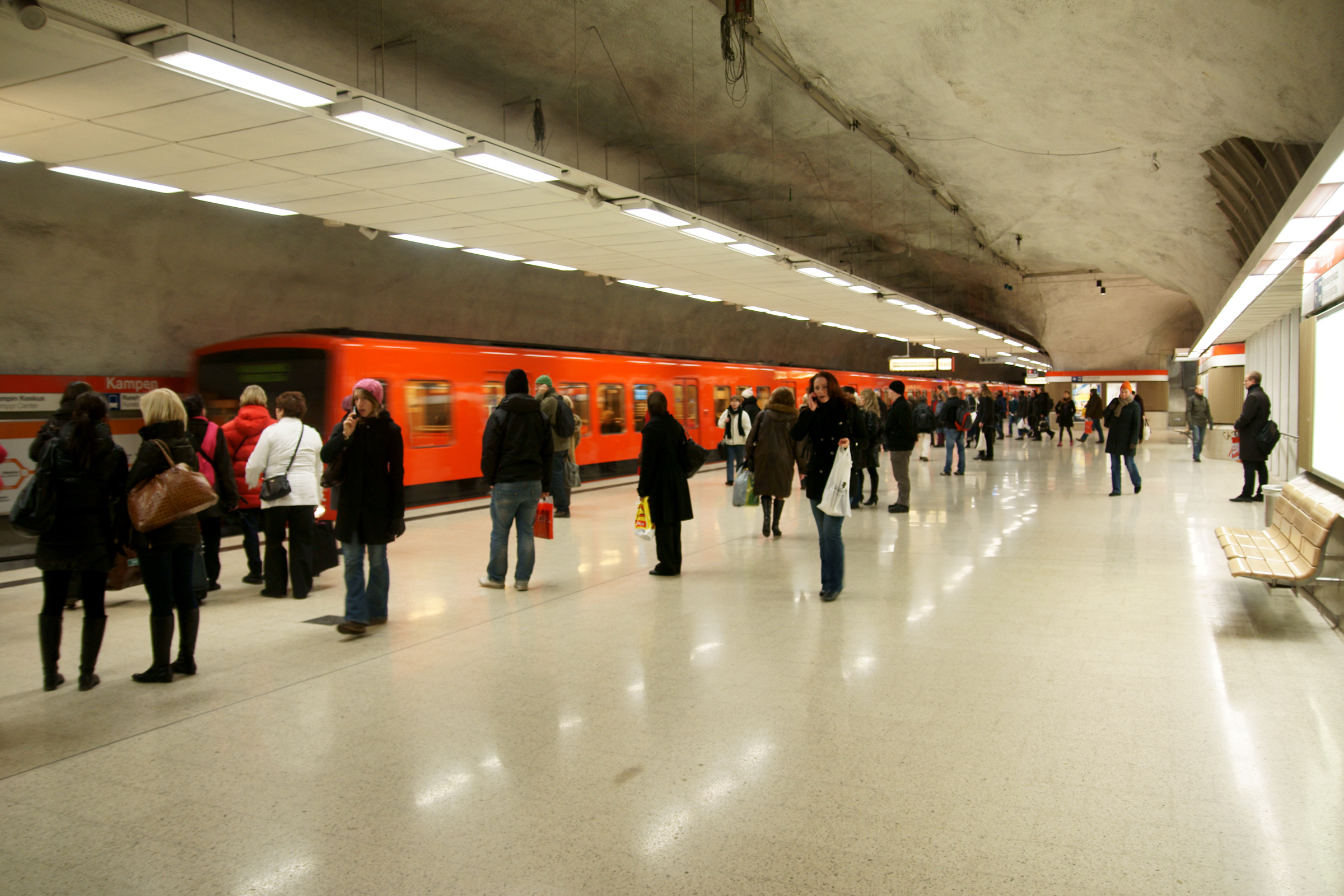
Quai de la  station de métro de Kamppi.
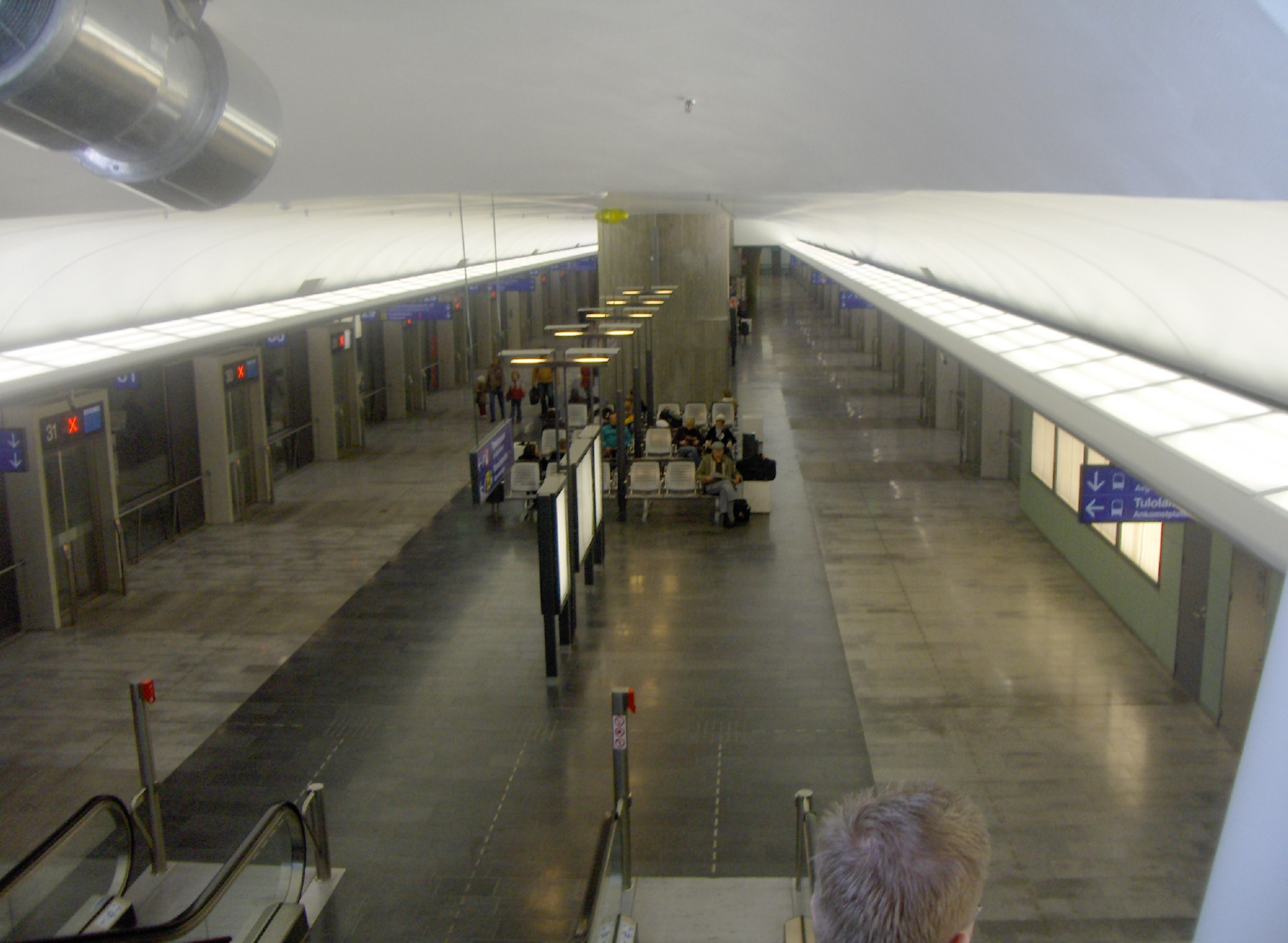
La gare routière des bus longue distance.
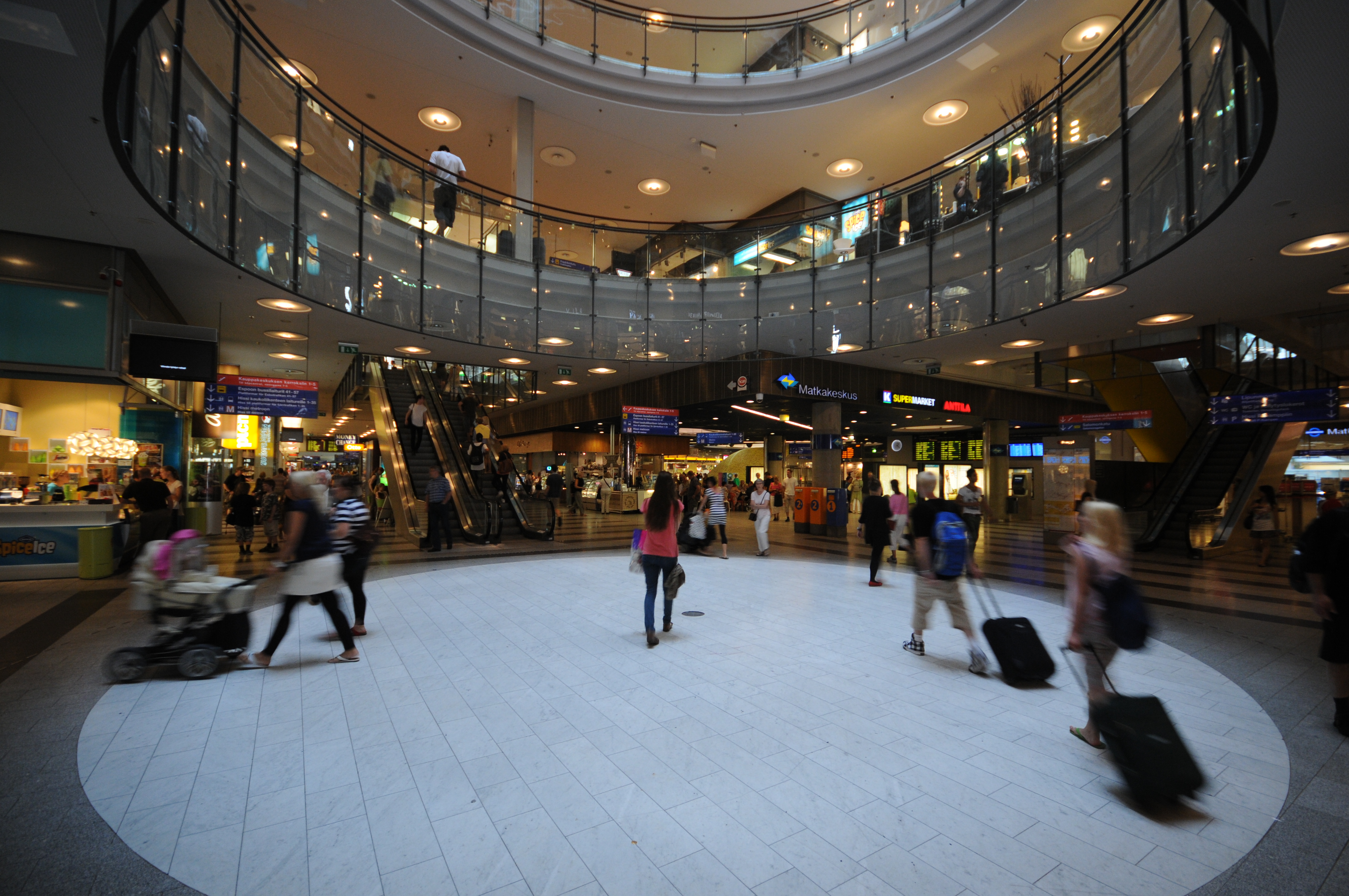